# مریم خاچوانی
مریم خاچوانی (گرجی: მარიამ ხაჭვანი؛ زادهٔ ۱ مهٔ ۱۹۸۶) کارگردان فیلم و فیلم‌نامه‌نویس اهل کشور گرجستان است.